# Steve Gibbons
Steve Gibbons (Harborne, 13 luglio 1941) è un cantautore, musicista e compositore britannico.

## Carriera

### The Dominettes
Steve Gibbons iniziò la sua vita professionale come apprendista idraulico a Harborne. Si unì ai Dominettes nel 1960 per sostituire Colin Smith, che su unì al gruppo di supporto di Jimmy Powell. In seguito Colin Smith cambiò il suo nome in Carl Barron e divenne il cantante dei The Cheetahs. La prima esibizione di Gibbons con i The Dominettes fu nel pub The California vicino a Weoley Castle .
I The Dominettes nei primi anni '60 suonavano regolarmente al Grotto Club su Bromsgrove Street e il The Sicilia Coffee Bar a Edgbaston. Il gruppo includeva ormai diverse canzoni R&B nel loro set e questo stile musicale si adattava alla voce grintosa di Gibbons. Sebbene i Dominettes avessero un'immagine più ruvida della maggior parte dei gruppi a quel tempo, e talvolta venivano assunti per suonare per spogliarelliste in alcuni degli stabilimenti più squallidi, attirarono un seguito abbastanza ampio. Un'altra sede regolare per i Dominettes era il Firebird Jazz Club a Carrs Lane, nel centro di Birmingham, e il gruppo pubblicava annunci che leggevano "qualsiasi cosa considerata".

### I Ugly's
Nel 1963, i Dominettes furono ribattezzati The Ugly's. Gli Ugly's furono in grado di assicurarsi un contratto discografico con la Pye Records e la prima uscita del gruppo nel 1965 fu una canzone originale intitolata "Wake Up My Mind", composta da Burnet, Holden e Gibbons. Il singolo era molto avanti per il suo tempo e presentava alcuni testi socialmente consapevoli. Il disco non vendette bene nel Regno Unito, ma ebbe un grande successo nelle classifiche australiane, raggiungendo il n°14. John Gordon lasciò il gruppo nel 1965, e fu sostituito da Jimmy O'Neill, di una band locale chiamata The Yamps (trascorse anche del tempo con i The Walker Brothers). Un secondo singolo degli Ugly's uscito nello stesso anno fu "It's Alright". Questo mostrava un uso importante di un clavicembalo, da parte di O'Neill. Il singolo non entrò nella UK Singles Chart, nonostante l'apparizione del gruppo nel programma televisivo, Ready Steady Go! per promuoverlo.
Altri singoli degli Ugly's furono pubblicati tra il 1965 e il 1967, inclusa una cover di "End of the Season", una canzone composta da Ray Davies. Ciò rappresentava una deviazione dai precedenti dischi degli Ugly's, dato che fino a quel momento erano state tutte composizioni originali del gruppo.
Durante questo periodo, ci furono molte variazioni nella formazione degli Ugly's, tra cui l'abbandono di Bob Burnett e John Hustwayte. Il bassista Dave Pegg si unì per un anno prima di lasciare il gruppo per l'Ian Campbell Group. Fu sostituito da Dave Morgan, membro di una band locale chiamata Blaises, ed un ex membro dei Danny King's Mayfair Set. Dave Pegg in seguito suonò in un gruppo locale chiamato The Exception e da lì si unì ai Fairport Convention. Dave Morgan compose anche la canzone "Something", che divenne il lato b del singolo "Blackberry Way" in cima alla classifica dei Move. Jimmy O'Neill lasciò gli Ugly's nel 1968 per unirsi ai Mindbenders e anche il membro fondatore Jim Holden se ne andò più tardi nello stesso anno.
L'ex chitarrista dei Brumbeats Roger Hill (nato il 1º gennaio 1945 a Erdington, Birmingham e morto l'8 novembre 2011 al Good Hope Hospital, Sutton Coldfield) si unì agli Ugly's e vi rimase per quasi un anno, prima di fondare una nuova band con Dave Pegg, The Exception. Roger Hill fu sostituito da Will Hammond (dei The Yamps) che rimase nella formazione degli Ugly's fino alla fine. Jim Holden fu sostituito dal batterista Keith Smart dei Danny King's Mayfair Set. Il tastierista Richard Tandy, che suonò anche in "Blackberry Way" dei Move, si unì nel 1968 e poi entrò nella formazione degli Electric Light Orchestra.
Alla fine del 1968, Gibbons era l'unico membro originale rimasto dei The Ugly's. Questa formazione finale comprendeva anche Will Hammond, Dave Morgan, Keith Smart e Richard Tandy. Registrarono un singolo, "I've Seen The Light" che non fu mai pubblicato.

### Balls
Gibbons si unì al chitarrista Trevor Burton dei The Move nel 1969 e, nell'aprile dello stesso anno, formarono un nuovo gruppo chiamato Balls, insieme al cantante/chitarrista Denny Laine (precedentemente dei Moody Blues) e al batterista degli Ugly's, Keith Smart Il progetto ebbe una durata relativamente breve e dopo aver registrato un album solista, Gibbons lasciò la band nel febbraio 1971.

### Idle Race
Dopo lo scioglimento dei Balls, Gibbons tornò a Birmingham da Londra per unirsi ai The Idle Race per tre mesi nel 1971. Questa band divenne rapidamente la Steve Gibbons Band.

### Steve Gibbons Band
La prima formazione comprendeva Gibbons insieme a Dave Carroll e Bob Wilson alla chitarra, Trevor Burton al basso e Bob Lamb alla batteria. La nuova band lavorò nei circuiti dei pub e dei club fino al 1975, quando furono individuati da Peter Meaden, ex manager degli Who. Ciò portò la Steve Gibbons Band a registrare il loro primo album con la Polydor, Any Road Up, nel 1975 (con John Entwistle dei The Who che suonava su alcuni brani). Fu poi seguito nel 1976 da un tour con gli Who nel Regno Unito, in Europa e negli Stati Uniti. Suonando in diverse arene, condivisero il palco con Little Feat, Lynyrd Skynyrd, Electric Light Orchestra, The J. Geils Band, Rufus e Nils Lofgren . Nel 1977, il loro secondo album, Rollin 'On, includeva il loro singolo più famoso, "Tulane", una cover di una canzone di Chuck Berry. Il singolo raggiunse il n°12 nella UK Singles Chart e trascorse otto settimane nella Top 40. Il 1977 vide anche l'uscita dell'album live Caught in the Act. La band realizzò altri due album in studio con la Polydor, Down in the Bunker (1978) e Street Parade (1980).
Nel 1981, dopo un cambio di formazione, la The Steve Gibbons Band registrò Saints & Sinners per la RCA e in seguito rispose a un invito della Repubblica Democratica Tedesca diventando una delle prime band rock occidentali a fare tournée nelle principali città della Germania orientale nel 1982. Gibbons suonò al Birmingham Heart Beat Charity Concert del 1986, con George Harrison. Altri nove album furono pubblicati negli anni '80 e '90 e i tour continuarono.

### The Dylan Projecy
Gibbons formò il Progetto Dylan alla fine degli anni '90. Il trio suonava le canzoni di Bob Dylan e alcuni brani di Gibbons.

### Brum Rocks
Gibbons continua a fare tournée con la sua band ed è anche membro dello spettacolo di successo del Regno Unito "Brum Rocks Live", insieme a Bev Bevan (The Move, ELO), Trevor Burton (The Move), Danny King e alla scrittrice Laurie Hornsby. Lo spettacolo andò in tournée nel Regno Unito e fu prodotto e promosso dalla Brian Yeates Associates.
Gibbons vive con sua moglie Suzie a Edgbaston, Birmingham. Hanno due figli e una figlia.
Gibbons suonò in concerto per la Newlife Foundation for Disabled Children nel febbraio 2011.